# Moreira de Geraz do Lima
Moreira de Geraz do Lima era una freguesia portuguesa del municipio de Viana do Castelo, distrito de Viana do Castelo.

## Historia
Fue suprimida el 28 de enero de 2013, en aplicación de una resolución de la Asamblea de la República portuguesa promulgada el 16 de enero de 2013 al unirse con las freguesias de Deão, Santa Leocádia de Geraz do Lima y Santa Maria de Geraz do Lima, formando la nueva freguesia de Geraz do Lima e Deão.